# Politique en Corée du Nord
La Corée du Nord, officiellement la république populaire démocratique de Corée, est constitutionnellement, depuis sa fondation en 1948, un État socialiste (juche) à coalition unique, le Front démocratique pour la réunification de la patrie, menée par le Parti du travail de Corée. Selon l'article premier de la Constitution de la Corée du Nord de 1972, révisée en avril 1992, en septembre 1998 et en 1999, « la république populaire démocratique de Corée est un État socialiste souverain qui représente les intérêts de tout le peuple coréen ». L'article 3 précise que « la république populaire démocratique de Corée prend pour guide de ses activités les idées du Juche, conception du monde axée sur l'homme et idéologie révolutionnaire en faveur de l'émancipation des masses populaires ». 
L'article 5 de la constitution précise que les organes de l'État sont constitués et fonctionnent selon le principe du centralisme démocratique. 
L'Assemblée populaire suprême, dont les 687 députés sont élus pour cinq ans, exerce le pouvoir législatif. Les dernières élections législatives générales ont eu lieu le 10 mars 2019. Le Présidium de l'Assemblée populaire suprême exerce le pouvoir législatif quand l'Assemblée ne siège pas. 
Le président du Présidium de l'Assemblée populaire suprême représente l'État ; il reçoit les lettres de créance et les lettres de rappel des ambassadeurs étrangers.
Le pouvoir exécutif est exercé par le cabinet des ministres, responsable devant l'Assemblée populaire suprême. Le Premier ministre représente le gouvernement. Le chef du gouvernement est Kim Jae-ryong depuis le 11 avril 2019. Le ministre des Affaires étrangères est Ri Yong-ho.
Le Comité de la défense nationale, créé pour diriger les affaires militaires, est également intervenu, à partir de 1998, sur les affaires économiques et politiques. Le poste de président de ce comité était défini par la constitution de 1998 comme le poste administratif le plus élevé du pays, soit l'équivalent de chef de l'État. Le Comité a été présidé de 1993 à 2011 par Kim Jong-il. À la mort de ce dernier, son fils Kim Jong-un lui a succédé. En 2016, le Comité a été remplacé par un nouvel organisme, toujours présidé par Kim Jong-un : la Commission des affaires de l'État. Contrairement au Comité de la défense nationale, qui, tout en intervenant dans les autres domaines, était avant tout un organisme militaire, la Commission a explicitement autorité à la fois sur l'armée, le parti et le gouvernement.
Les pouvoirs locaux sont exercés par les assemblées populaires locales et, quand elles ne siègent pas, par les comités populaires locaux. Les représentants des assemblées populaires locales sont élus pour quatre ans à chacun des trois niveaux administratifs : les provinces, les villes et les arrondissements.
Les autres principales organisations sociales nord-coréennes sont : le Front démocratique pour la réunification de la patrie, l'Union de la jeunesse socialiste Kim Il Sung, la Fédération générale des syndicats de Corée, l'Union des travailleurs agricoles de Corée et l’Union démocratique des femmes de Corée, dont les positions reprennent celles du Parti du travail de Corée.
Il existe aussi une bonne dizaine d'organisations clandestines hostiles au régime actuel très actives depuis le décès de Kim Il-sung en 1994, dans les régions longeant la frontière avec la Chine dans les provinces du Hamgyong, du Jagang et du Ryanggang, comme le Comité central de la construction d'une nouvelle société (en hangeul 새사회건설중앙위원회, en hanja 새社會建設中央委員會) ou encore la Ligue de la jeunesse populaire pour la liberté (자유청년동지회, 自由青年同士會) avec Pak Tae-hung (en hangeul 박대흥). Il y eut également un coup d'état en 1995/1996 dans la province du Hamgyong du Nord (en hangeul 함경북도 6군단 사건 ou 군단 쿠데타모의사건).
L'Economist Intelligence Unit liste la Corée du Nord à la dernière place sur 168 pays en tant que régime totalitaire dans son indice de démocratie de 2012.

## Institutions

### Commission des affaires de l'État
En juin 2010, Kim Jong-il nomme Jang Song-taek au poste de vice-président du Comité de la défense nationale. Jang est déjà considéré comme la deuxième personne la plus puissante en Corée du Nord et sa nomination renforce la probabilité que le troisième fils de Kim, Kim Jong-un, lui succède. Cependant, en décembre 2013, Jang est renvoyé de tous les postes du gouvernement et exécuté par la suite sur l'ordre de Kim Jong-un.
En juin 2016, après le septième congrès du Parti du travail, la constitution de la Corée du Nord est actualisée, renommant le Comité de la défense nationale en Commission des affaires de l'État, et place Kim Jong-un comme président de cette commission. Cela fait de Kim Jong-un le chef d'État officiel.

### Gouvernement

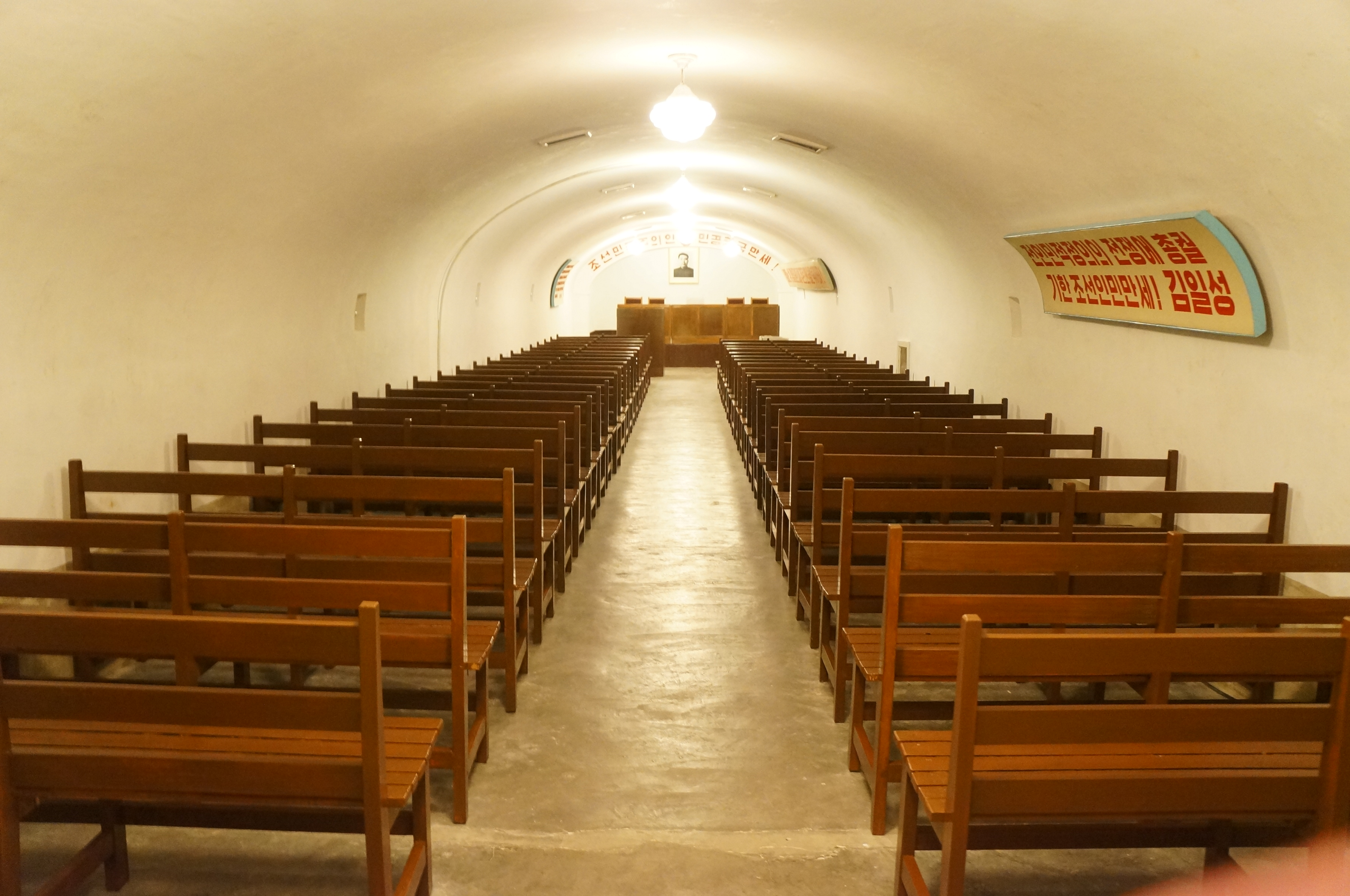
Salle de l'Assemblée populaire suprême durant la guerre de Corée.

Le gouvernement est confirmé par l'Assemblée populaire suprême qui choisit le Premier ministre qui les vice-Premiers ministres et les ministres du gouvernement. Celui-ci est dominé par le Parti du travail de Corée au pouvoir depuis la création de la Corée du Nord en 1948.
Le Cabinet a maintenant le droit de superviser et de contrôler les comités populaires locaux qui ont le pouvoir sur l'économie et l'administration au niveau local. Le Conseil d'administration de l'État est remplacé par le Cabinet, le comité administratif et économique local est aboli et ses fonctions dans la politique locale ont été transférées aux comités populaires locaux.
Le secrétaire en chef du Parti ne possède plus simultanément le poste de président des comités populaires locaux qui est repris par un ancien président du comité administratif et économique local. Ainsi, les comités populaires locaux sont théoriquement indépendants du parti local et sont sous le contrôle du Cabinet. Le statut des comités populaires locaux en tant qu'organe exécutif local, en principe, est devenu plus élevé qu'auparavant.

### Assemblée populaire suprême
Le pouvoir législatif nord-coréen est constitué de l'Assemblée populaire suprême, présentée par la constitution comme « l'organe suprême du pouvoir de la république populaire démocratique de Corée ». Elle est formée de 687 députés élus pour 5 ans : les candidats aux élections législatives sont choisis par le parti au pouvoir,.

### Système judiciaire
Le système judiciaire de la Corée du Nord est contrôlé par la Cour suprême qui comprend un juge en chef et deux évaluateurs du peuple. Trois juges peuvent être présents dans certains cas. Leurs mandats coïncident avec ceux des membres de l'Assemblée populaire suprême. Tout tribunal de Corée du Nord a la même composition que la Cour centrale. Le système judiciaire est théoriquement tenu responsable devant l'Assemblée populaire suprême et le Présidium de l'Assemblée populaire suprême lorsque le législateur n'est pas en session.
Le système judiciaire ne pratique pas le contrôle juridictionnel. Les forces de sécurité interférent si souvent dans les actions de la magistrature que la conclusion de la plupart des cas est annulée. Des experts étrangers et de nombreux transfuges confirment que ce problème est généralisé. L'ONG Freedom House déclare que la « Corée du Nord n'a pas de système judiciaire indépendant et ne reconnaît pas les droits des individus. [...] Les nouvelles de détentions arbitraires, de « disparitions » et d'exécutions extrajudiciaires sont fréquentes. L'usage de la torture est répandue et brutale ».
La cinquième et actuelle Constitution de la Corée du Nord est approuvée et adoptée en avril 2009, remplaçant l'ancienne datant de 1998. Le pays y est défini comme une « dictature de la démocratie du peuple » (une formulation qui suit de près le modèle chinois), sous la direction du Parti du travail de Corée. Elle garantit les droits civils et politiques, comme la liberté d'expression, le droit d'élire des fonctionnaires, le droit à un procès équitable et la liberté de religion. Par ailleurs, elle supprime toute référence au communisme et conserve Kim Jong-il comme « chef suprême » en vertu de l'article 100,.

### Parti du travail de Corée
Le Parti du travail de Corée est organisé selon le système idéologique monolithique et le concept de grand dirigeant, un système et une théorie conçus par Kim Yong-ju et Kim Jong-il. La plus haute instance du Parti du travail de Corée est officiellement le Congrès, qui s'est réuni pour la dernière fois lors du 7e congrès en mai 2016. Bien que le Parti du travail de Corée soit (en théorie) similaire à l'organisation des autres partis communistes, en pratique, il est beaucoup moins institutionnalisé et sa politique officielle joue un rôle plus important que d'habitude. Des institutions telles que le comité central, le bureau politique exécutif, la commission militaire centrale, le bureau politique et le Présidium ont beaucoup moins de pouvoir que ceux formellement accordés par la charte du parti (en).